# Слепоглухота

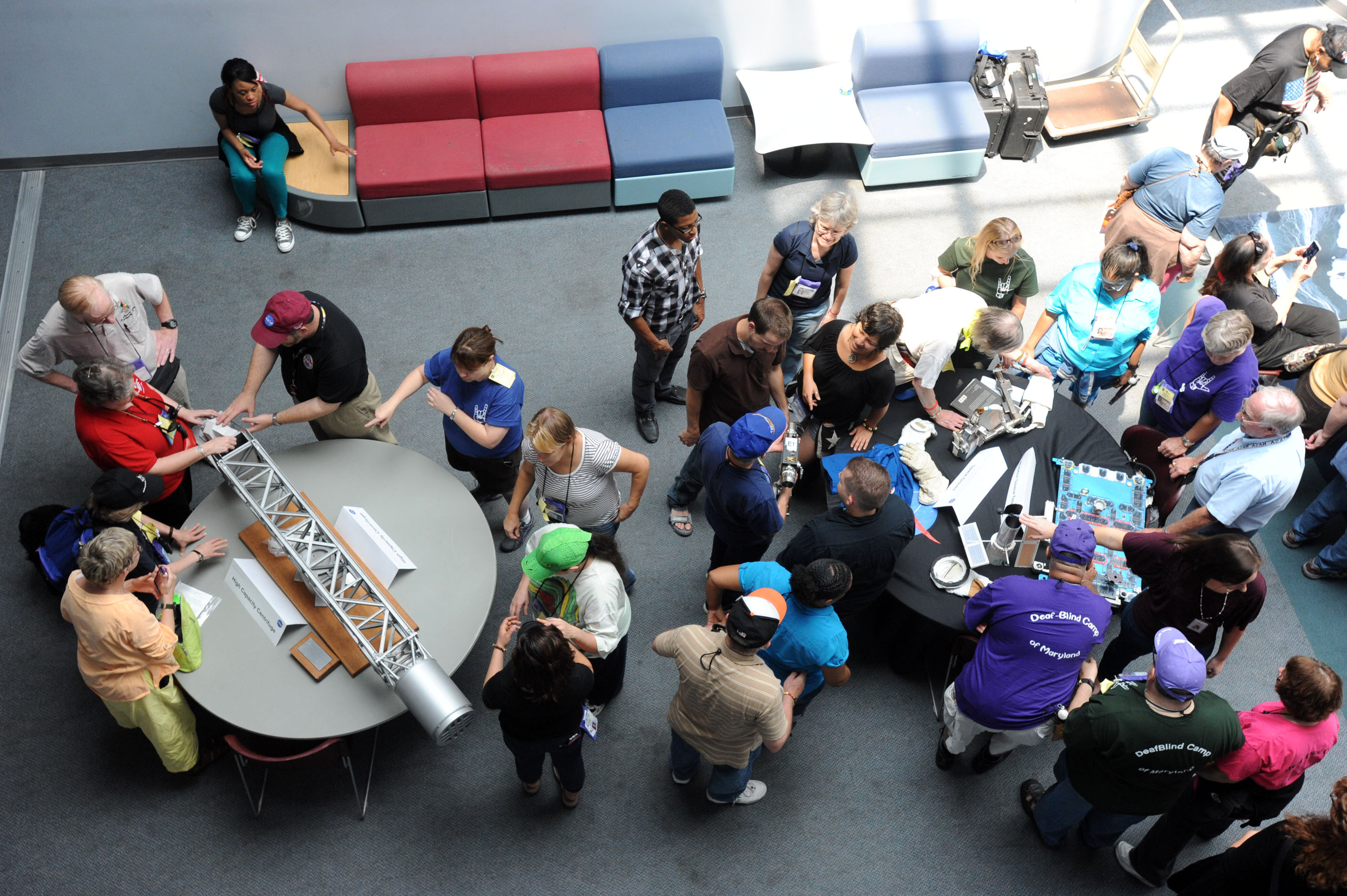
Слепоглухие и добровольцы из Мэриленда в Центре полётов NASA

Слепоглухота — врожденное или приобретенное одновременное нарушение слуха и зрения (слепота и глухота).
Без специального обучения слепоглухонемой ребёнок умственно не развивается, не приобретает элементарных навыков самообслуживания. Однако эти дети имеют возможность разностороннего развития, которая реализуется в процессе специального обучения. Общение с окружающими при слепоглухоте осуществляется с помощью дактильно-контактной речи, для общения со слепо-глухонемыми применяют также клавишные приборы — телетакторы. В СССР (в Сергиевом Посаде) организовано учреждение для слепоглухонемых, где они овладевают необходимыми знаниями и трудовыми навыками. Мировую известность приобрели слепоглухонемые Хелен Келлер (США), которая в начале XX века получила высшее образование и стала доктором философии, советский психолог и литератор О. И. Скороходова и слепоглухой психолог и педагог А. В. Суворов, кандидат философских наук, президент Общества социальной поддержки слепоглухих «Эльвира» С. А. Сироткин, а также Лора Бриджмен и Элис Беттеридж.
Эта категория детей долгое время, как в России, так и за рубежом, считалась необучаемой. Работами Людмилы Николаевны Ростомашвили и её учеников это положение было изменено. Многолетними работами в учреждении для детей с множественной патологией в Сергиевом Посаде было показано, что терпеливое и многократное повторение простых упражнений закрепляется в сознании ребёнка механизм их выполнения, что в ряде случаев улучшает качество их жизни. Ещё при жизни профессора Ростомашвили Л.Н. ею создана школа специалистов в области адаптивного физического воспитания слепоглухих детей.
В настоящее время термин «слепоглухота» используется вместо термина «слепоглухонемота», поскольку речь чаще всего не страдает и подлежит восстановлению.

## Классификация
Г. П. Бертынь выделяет следующие формы слепоглухоты:
1. Наследственно обусловленные, включающие нарушения слуха и зрения (синдромы Ушера, Маршалла, Марфана, Ларсена).
2. Наследственные нарушения слуха, сочетающиеся с экзогенно обусловленными нарушениями зрения.
3. Наследственные нарушения зрения, сочетающиеся с экзогенно обусловленными нарушениями слуха.
4. Слепоглухота, обусловленная независимым наследованием дефектов слуха и зрения.
5. Экзогенно нарушенные слух и зрение.
6. Этиологически неясные наблюдения.

Классификация слепоглухих детей по признакам бывает:
1. сенсорная
2. речевая
3. по уровню социального и психического развития.

### По сенсорному признаку
Учитываются степень потери слуха и зрения, а также их сочетания.
- Тотально слепоглухие, у которых наблюдается полное отсутствие зрения и слуха.
- Практически слепоглухие. Минимальные остатки зрительной или слуховой функций, на которые можно опираться.
- Слабовидящие глухие.
- Слабослышащие слепые.
- Слабовидящие слабослышащие.

### Речевая
Среди слепоглухих нет полного сходства в развитии, адаптации и общении, поэтому возникает дополнительный критерий — речевой.
1. Немые. Слепоглухонемые, которые не обладают никакой речью. Умственно отсталые слепоглухие, дети с ранней слепоглухотой, не обучающиеся и не поддающиеся, взрослые в изоляции.
2. Словесники. Свободно и грамотно владеют словесным языком, не обязательно устным. Нарушения звукопроизношения не учитываются.
  - С нормальной четкой речью.
  - С нечёткой, но понимаемой речью.
  - С невнятной речью, которую понимают только близкие люди.
  - С совсем невнятной речью, которую почти никто не понимает.
3. Жестовики. Общаются между собой на жестовом языке (ЖЯ), даже если имеют навыки словесной речи. В общении со зряче-слышащими — трудности с грамматикой, оборотами речи и т. п. Делятся в зависимости от соотношения ЖЯ и словесной речи:
  - С абсолютным преобладанием ЖЯ, слепоглухие, которые не используют звучащей речи, чаще нигде не обучаются и не знают основ грамоты.
  - Жесто-словесники, владеющие элементами словесной речи, но использующие её только эпизодически со зряче-слышащими.
  - Словесно-жестовики. Свободно и грамотно общаются на словесной речи, но с другими жестовиками на ЖЯ. Возможен переход к группе словесников.

Виды чувственных контактов при общении слепоглухих с окружающими:
1. Тактильный (осязание и двигательное чувство)
2. Тактильно-визуальный (осязание, светоощущение, силуэтное зрение)
3. Визуально-тактильный (остаточное предметное зрение и осязание рук)
4. Визуальный (абсолютное преобладание остаточного зрения в структуре сенсорных связей с миром и людьми)
5. Визуально-аудиальный (остаточное зрение и сниженный слух)
6. Тактильно-аудиальный (осязание и остаточный слух)

### По уровню психического и социально-личностного развития
Эта классификация создана для того, чтобы правильно обучать, социально реабилитировать и адаптировать слепоглухих.
1. Слепоглухие от рождения или с раннего детства. Обучаются изначально как слепоглухие в специальных учреждениях или в семьях.
2. Первично глухие с ранней потерей зрения. Сначала обучаются как глухие, а затем как в пункте 1.
3. Первично глухие с поздней потерей зрения. (Поздноослепшие глухие). Жестовики в сурдошколах. После потери зрения нуждаются в перестройке чувственных контактов и переориентации на тактильный, тактильно-визуальный лад.
4. Первично слепые с потерей слуха до устной речи.
5. Первично слепые с послеречевой потерей слуха. Сначала обучаются в тифлошколах, потом происходит перестройка и переориентация.
6. Первично зряче-слышащие с дальнейшей потерей зрения и слуха. Обучаются как слепоглухие с учетом опыта зряче-слышащего периода.
7. Первично слабослышащие.
8. Первично слабовидящие.

## Классификация слепоглухих по странам

### США
1. Слепоглухонемые от рождения или с раннего детства.
2. Поздноослепшие и оглохшие, первично зряче-слышащие.
3. Поздноослепшие глухонемые.
4. Позднооглохшие слепые.

### Россия

#### Дети с врождённой или ранней слепоглухотой
Основная проблема — социальное воспитание и обучение. Тотально или практически слепоглухие с рождения или раннего детства. Психическое развитие возможно только в специально организованных условиях. Единственно возможный контакт — осязательный. Необходимо добиться от ребёнка осязания предметов. По мнению советских учёных Соколянского и Мещерякова, у детей слепоглухих отсутствует ориентировочно-поисковый рефлекс. Нет никакого контакта с окружающими. Методика очеловечивания, опредмечивания естественных нужд ребёнка во сне, в еде и пр. Научить ребёнка использовать предметы, орудия для удовлетворения своих потребностей.
- 1 этап — выработка у детей навыков самообслуживания.
- 2 этап — удовлетворение нужд ребёнка в самостоятельной человеческой деятельности (в средствах общения). Соколянский и Мещеряков считают главным условием воспитания слепоглухих развитие активности и самостоятельности в действиях и с предметами, а также развитие средств общения. На этом этапе происходит отделение коммуникативной функции от предметной. Попытка овладеть самыми простыми жестами, через жесты слепоглухой осмысливает средства общения и функции предметов.
- 3 этап — жесты заменяются дактилологией.

Чтобы значение слова зафиксировалось, даётся хорошо известный жест и подкрепляется дактильной речью. После чего жест убирается. Когда слепоглухой осознает структурный состав слов дактильно, происходит знакомство с другими шрифтами (Брайль, на ладони). Элементарная грамота. Начинают ставить звуки, причем звук приравнивается к дактильному знаку, который соответствует брайлевской букве. Слепоглухой переводит естественные движения, обозначающие предметы в условные обозначения в виде дактильных знаков, брайлевских букв. Необходимо овладение словесным языком, который позволяет включать мыслительную деятельность по отношению к обобщённости предметов.
Первичные представления — на базе чувств, вторичные — мышление и контакт с окружающими зряче-слышащими людьми.

#### Детская или подростковая слепоглухонемота
Проблема — продолжение развития того, что приобрёл до потери зрения и слуха. В полной изоляции происходит распад психики и деградация. Огромные изменения психики — перестройка сенсорных навыков и жизни в целом. Чем позже наступает слепоглухонемота, тем прочнее представления, полученные до неё.
Отличия детской и подростковой слепоглухонемоты:
Детская:
1. Сенсорные изменения в организме происходят легче.
2. Возможность возобновления речевого общения небольшая, но осуществимая.

Подростковая:
1. Большая сложность перестройки сенсорной системы на осязание.
2. Серьёзные изменения в эмоционально-волевой сфере.
3. Речевое развитие значительно ниже. Иногда может отсутствовать.

Слепоглухой подросток часто длительное время считает себя зряче-слышащим, и из-за мыслей, расходящихся с реальностью, может возникнуть шоковое состояние. Подросткам сложно перейти на осязание. Надо вывести из шока и обучать оживлению чувственной основы образа. Дошкольникам легче. В обоих случаях возможно возобновление словесно-речевого общения. Опора на представления и понятия, полученные ранее и прочно связанные со словесной речью.

#### Дети с врожденной (ранней) глухотой и последующей потерей зрения
Проводить коррекционную работу сложно, так как глухие изолированы, общаются с такими же жестовиками, потеря зрения влечёт двойную изоляцию. Поздняя потеря зрения — проблемы перехода к тактильно-визуальному контакту, проблема общения и языка. Чем старше человек, тем сложнее. Активность ослепшего можно восстановить.
Трудности:
- невозможность общаться с говорящими зряче-слышащими.
- невозможность быстро перестроить контакт с миром.
- ограниченность доступа слепоглухих ко всем видам информации зряче-слышащих.
- кризисное состояние приводит к нарушению психического развития.

## Прочее
В Российской Федерации поддержку слепоглухих людей осуществляет благотворительный фонд «Со-единение».
В России получил развитие инклюзивный театральный проект «Прикасаемые» с участием слепоглухих и зрячеслышащих актёров. В Израиле существует театр «Актёрский ансамбль „Налага’ат“» при одноимённом обучающем и досуговом центре для людей с поражением слуха и зрения, состоящий из 11 полностью или частично слепоглухих актёров, главным образом с синдромом Ушера. Действует Центр технической помощи слепоглухим людям Циферка